# Alfredo Napoleão

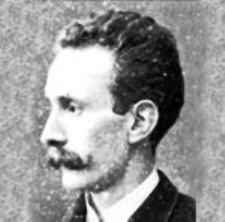
Alfredo Napoleão

Alfredo Napoleão (geb. 31. Januar 1852 in Porto; gest. 23. November 1917 in Lissabon) war ein portugiesischer und brasilianischer Komponist und Pianist. Er komponierte hauptsächlich Klavierwerke.

## Leben
Alfredo Napoleão wurde in Porto, Portugal geboren. Sein Vater Alexandre Napoleão war ebenfalls Komponist, genauso wie seine älteren Brüder Arthur Napoleão (1843–1925) und Aníbal Napoleão (1845–1880). Seine Mutter starb als er erst ein Jahr alt war. Er wurde daher überwiegend von seiner Großmutter mütterlicherseits aufgezogen. Sein Vater arbeitete derweil in London. 1858 zog er zu seinem Vater nach London und erhielt Klavierunterricht. 1868 folgte er seinen Brüdern nach Brasilien.
In Rio de Janeiro arbeitete er in einem Klaviergeschäft. Sein Debütkonzert gab er 1869 im Teatro Lírico. Dies beeindruckte Kaiser Peter II. Es folgten Konzertreisen nach Rio Grande do Sul und Rio da Prata. Ab 1870 verdiente er sein Geld als Klavierlehrer in Montevideo (Uruguay) und Buenos Aires (Argentinien), wo er sich niederließ. 1879 kehrte er nach Rio de Janeiro zurück. Anschließend folgten zwei Jahre als Klavierlehrer in Pernambuco. 1882 gab er Konzerte in Lissabon und Porto, die von den Kritikern gelobt wurden. Zwischen 1883 und 1884 war er mitglied der Kammermusikgesellschaft. Er gab außerdem mehrere Konzerte als Solist. 1887 und 1888 machte er zwei konzertreiesn nach London. 1887 spielte er im Willis' Room und in Prince's Hall, 1888 in der Steinway Hall. 1889 folgte wieder ein längerer Aufenthalt in Brasilien. 1894 spielte er im Teatro Littico die Uraufführung seines 2. Großen Konzerts für Klavier und Orchester op. 52 begleitet von einem Orchester unter der Leitung des brasilianischen Dirigenten und Komponisten Alberto Nepomuceno. 1896 spielte er ein Konzert zusammen mit Vianna da Motta und Moreira de Sá sowie seinen Brüdern und der Sängerin Maria Risarelli in Rio de Janeiro, das als legendäres Konzert gilt.
1897 kehrt er nach Buenos Aires zurück, wo er sein 2. Konzert für Klavier und Orchester uraufführte. Zu Beginn des neuen Jahrhunderts kehrte er nach Portugal zurück. Zunächst lebt er in seiner Geburtsstadt Porto, doch zieht es ihn später nach Lissabon. Sein früherer Ruhm verging in den letzten Jahren in Portugal und er starb am 23. November 1917 in Armut.

## Nachruhm
Sein Klavierkonzert Nr. 2 e-moll op. 31 (eingespielt von Artur Pizarro mit dem BBC National Orchestra of Wales unter Leitung von Martyn Brabbins) fand Aufnahme in der Reihe The Romantic Piano Concerto. Der portugiesische Pianist Daniel Cunha hatte anlässlich seines 100. Todestages eine Einspielung seiner Klavierwerke vorgelegt. Dieses fand Eingang in das Museu Nacional da Música in Lissabon.

## Werke (Auswahl)
Konzertwerke
- Op.27 – Andante et Polonaise de concert
- Op.31 – Piano Concerto No. 2 in E-flat minor

Klavierwerke
- Op.1 – Estrella d'Alva, Polka brilhante
- Op.2 – Fantaisie sur Les bavards de J. Offenbach
- Op.3 – Fantaisie de salon sur Le pont des soupirs, opera bouffe de J. Offenbach
- Op.12 – Grande fantaisie de concert sur le Carnaval de Venise
- Op.29 – Reminiscences de Aida de Verdi, Grande fantaisie
- Op.36 – Tableaux, Suite de petites piéces caractéristiques (Porto: Costa Mesquita, ca. 1882)

- Op.41 – Prelude and Fugue in F-sharp minor (London: Augener, ca. 1888)
- Op.54 – Trois romances (Un Soir de Printemps; Le Rêve; Exhaussée!)
- Op.60 – Diva, Valse (Porto: Raymundo de Macedo, ca. 1913)